# Georg Haller

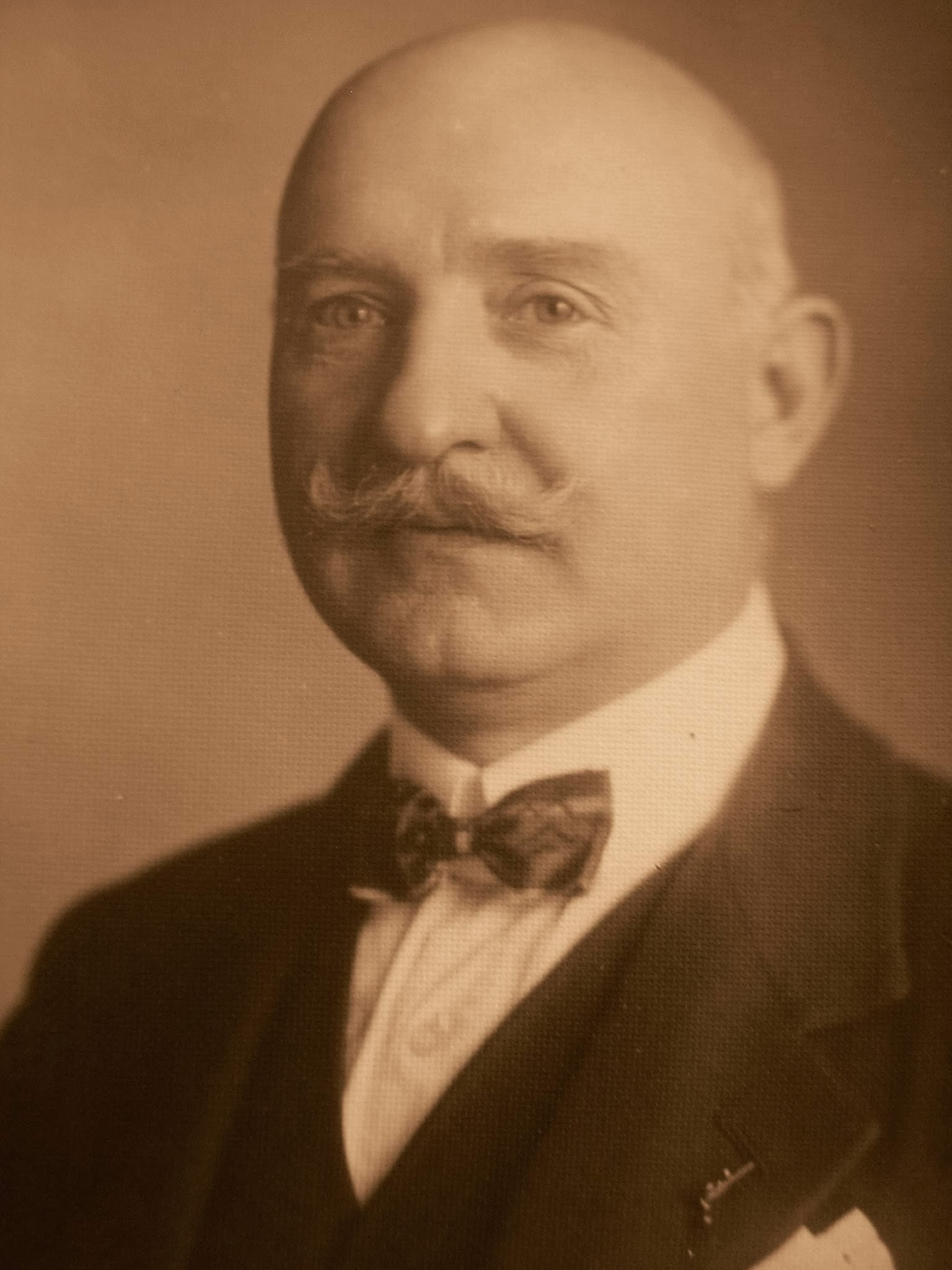
Georg Haller

Georg Haller (ungarisch Haller György; * 10. März 1883 in Mezőterem (heute Terem (Rumänien)), Königreich Ungarn, Österreich-Ungarn; † 9. Juli 1934 in Budatétény (Kleinteting), Vorort von Budapest) war ein ungarischer Aquarellist, Grafiker und Landschaftsmaler.

## Leben
Georg Haller kam in bäuerlichen Verhältnissen als Angehöriger der Volksgruppe der Sathmarer Schwaben zur Welt. Nach dem Gymnasium in Szatmárnémeti (heute Satu Mare, deutsch Sathmar) besuchte er zunächst für ein Jahr ein Priesterseminar, entschied sich aber dann für eine künstlerische Laufbahn. Er studierte an der Königlichen Kunsthochschule in Budapest und arbeitete später als Kunstlehrer am dortigen Piaristengymnasium. Haller starb mit 51 Jahren im deutsch geprägten Dorf Kleinteting (Budatétény) bei Buda.

## Werk
Haller ist einer der wenigen sathmarschwäbischen Künstler des frühen 20. Jahrhunderts. In seinen Werken hielt er ländliche Szenen im Stil der zeitgenössischen Genremalerei fest, darunter Dorfgassen, Aussiedlerhöfe, Weiden, Wälder und winterliche Szenen. 1914 wurde er bei einem Besuch einer ungarischen Künstlerkolonie in Nagybánya (heute Baia Mare, deutsch Frauenbach) von jungen Künstlern inspiriert, wonach sich seine Werke dynamischer, farbenfroher und mutiger zeigte.

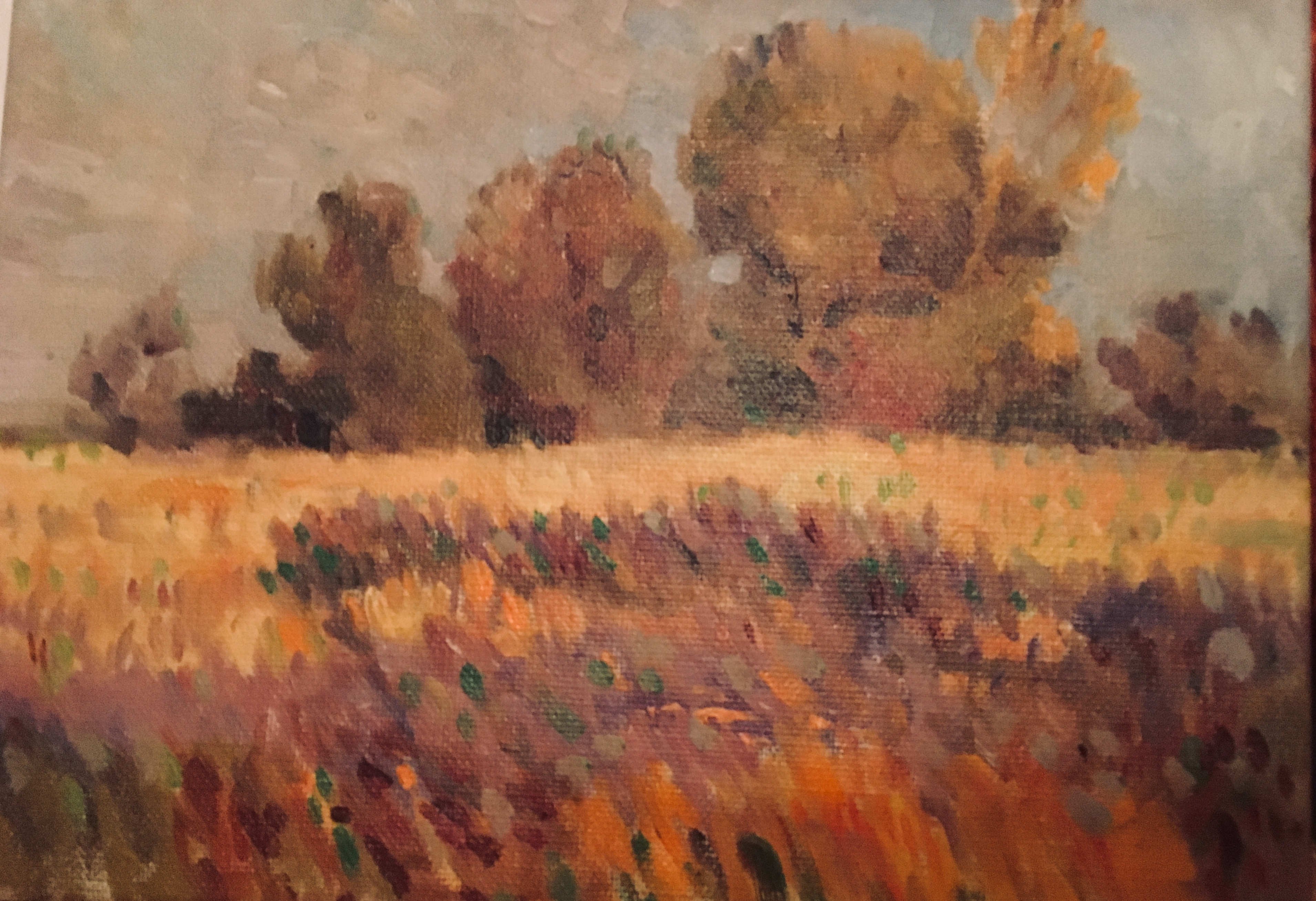
Goldene Wiese
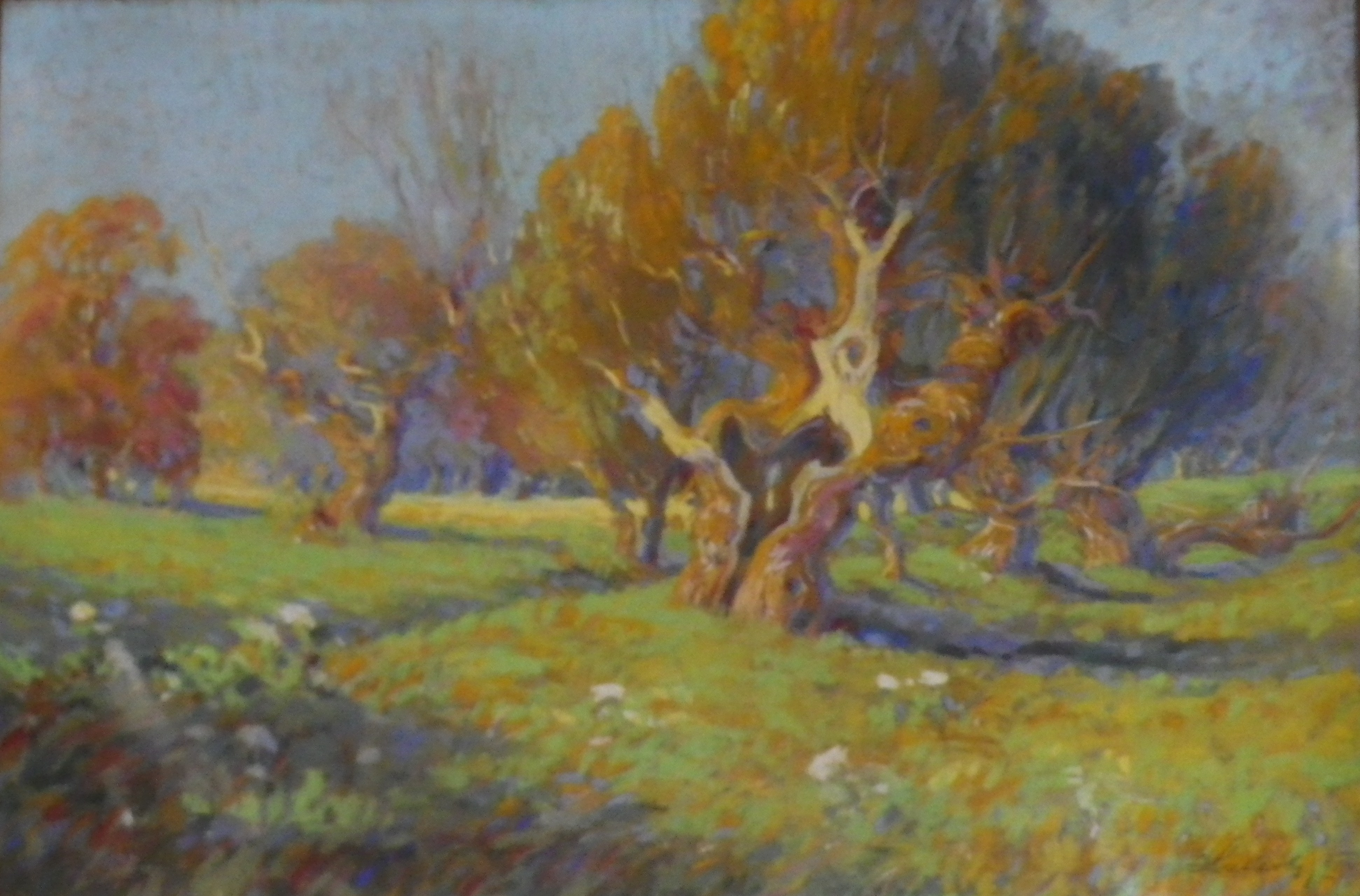
Die alte Eiche
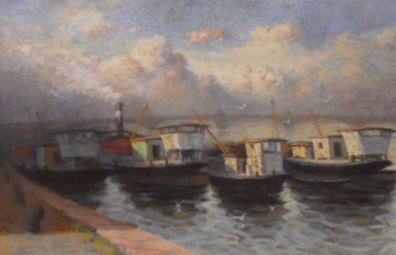
Donaukähne
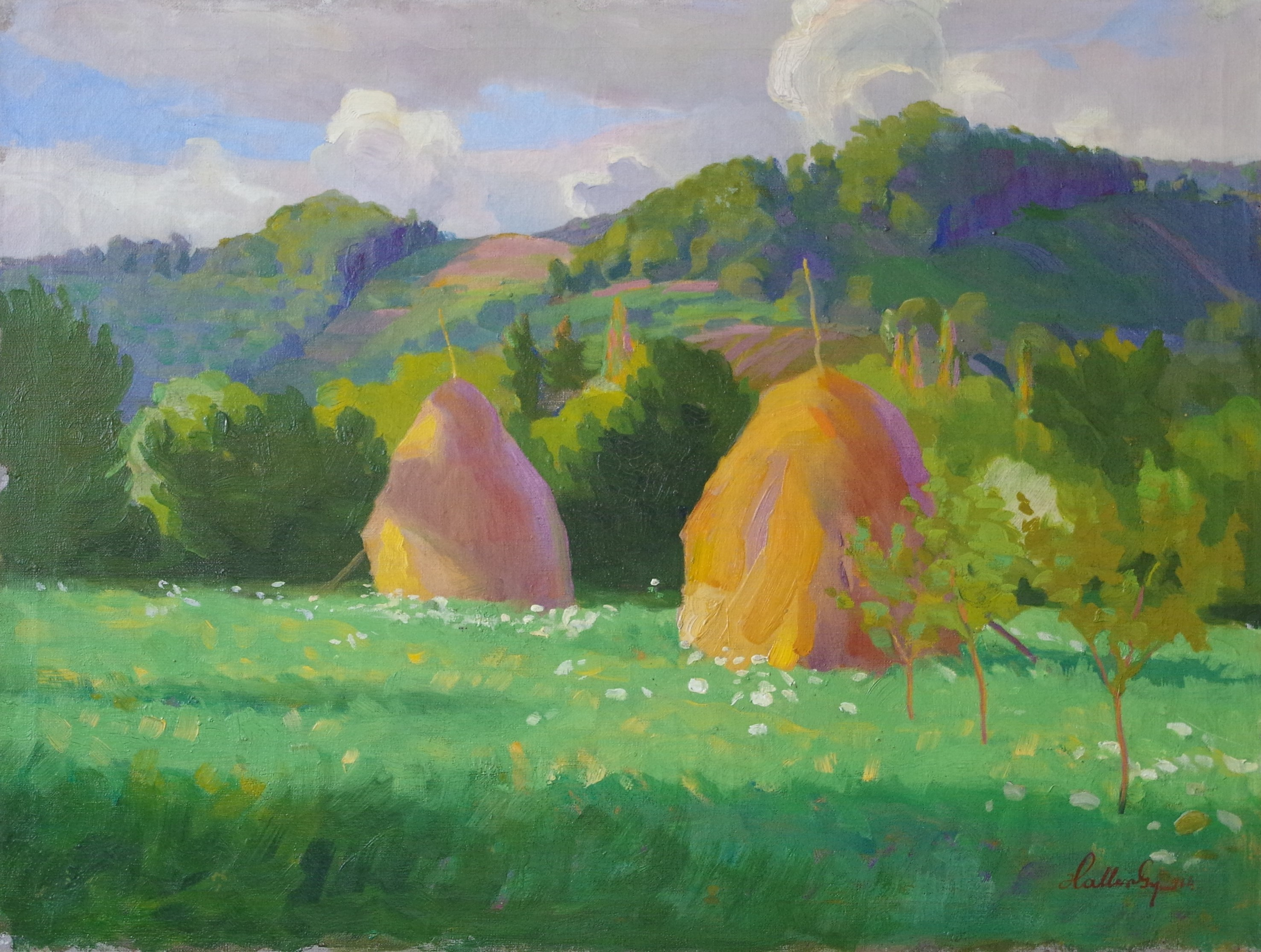
Heuhaufen in Baia Mare, 1914

## Ausstellungen
Zu Lebzeiten zeigte Georg Haller einige seiner Arbeiten auf dem Nationalsalon Budapest, darunter in den Jahren 1910, 1913 und 1922. Das Kulturzentrum Klauzál Gábor in Budafok, einem Stadtteil von Budapest, organisierte im Jahr 2009 eine Gedenkausstellung für Georg Haller. Werke Hallers konnten im August 2014 im Ausstellungssaal des Schlosses Károlyi im rumänischen Carei gesehen werden. Von Februar bis April 2018 fand im Donauschwäbischen Zentralmuseum in Ulm die Ausstellung mit dem Titel Georg Haller, ein sathmarschwäbischer Künstler statt. Im Mai 2018 zeigte das Kreismuseum Sathmar eine Retrospektive seiner Arbeiten mit dem Titel „Grafik und Malerei, Georg Haller“.